# Huashan
Huashan (chiń. upr. 花山区; chiń. trad. 花山區; pinyin Huāshān Qū) – dzielnica miasta Ma’anshan w prowincji Anhui we wschodniej części Chińskiej Republiki Ludowej. Liczba mieszkańców dzielnicy, w 2010 roku, wynosiła 303 855.